# نزوة
النزوة هي قوة بيولوجية في الإنسان لاشعورية في حالة نشاط وإثارة متواصلة. و تتبع نوع من المجال والحيز في الجهاز النفسي. و منبعها هو جسدي. بمعنى هي حالة إثارة أو إشباع لحاجة معينة مثل الجوع والعطش و الرغبة الجنسية و توجه الجهاز النفسي نحو موضوع الإشباع وبفضل هذا التوجه يصل الفرد إلى حالة راحة وتخفيض للطاقة.
والنزوة تعطي من الطاقة النفسية المهمة في النشاط الذي يقوم به الجهاز النفسي فتكون بذلك بمثابة شحنة طاقية توجه الفرد نحو هدف معين.
و النزوة أيضا تعتبر مفهوم وسطي بين ما هو سوماتي أي جسدي وما هو نفسي.

## مكونات النزوة
وحسب فرويد تتكون النزوة من ثلاثة مكونات:
- المنبع أو المصدر: وهو الإثارة الداخلية تولد بعد في الجسد.
- الهدف: ويكون بمعنى القضاء علة الضغط أو تخفيضه وهذا بهدف الرجوع إلى الحالة الأولي والسابقة المتمثلة في الهدوء التام وهذا مثل مبدأ النرفانا الذي سنتناوله لاحقا.
- الموضوع: وهو الشيء الذي بفضله نصل إلى الهدف.

## أنواع النزوات
والنزوات أنواع منها المجزئة أو بمصطلح آخر ما قبل التناسلية وهي الموجودة في الجنسية الطفولية وتتبع مراحل النمو الجنسي أو الشبقي لذا نتكلم عن نزوات فميه وشرجية وأخرى قضيبية . بعد ذلك تصبح نزوات متجمعة في شكل نزوات جنسية في سن البلوغ.

## أثر وتمثل النزوة
في النزوة يجب تمييز الأثر والتمثيل فالتمثيل يعرف كأنه الممثل الذي يشكل المضمون المجرد لفعل التصور بمعنى إعادة تشكيل لتصور داخلي مثلا الذهاب في رحلة سياحية.
و أما الأثر فهو التعبير الخاص بالكمية الخاصة بالطاقة النزوة مثلا الشعور الجيد والسعادة الكبير لفعل السفر إن رجعنا للمثال السابق.
النزوة حسب فرويد:
لقد درس فرويد النزوات التي تدعى بالغرائز وتأثير ميكانيزم الكبت فيها.هذا رجوعا للرقابة الأخلاقية ويمكز تمييز ثلاثة مراحل في الفكر الفرويدي لمفهوم النزوة:
المرحلة الأولى:و تتميز بالخصوص بالمزج التام بين النزوات الجنسية من جهة ونزوات الأنا ونزوات
حفظ الذات. من جهة أخرى وهذا المزج هو بمثابة تعارض بين النزوات مما يساعد على خلق نوع ممن التوازن النفسي.
و النزوات الجنسية ممكن أن تضمن نوع من الأمن للفرد من جهة ومن جهة أخرى نوع من الهدوء الداخلي مقارنة بالمحيط الخارجي وهذا ما سماه فرويد بمصطلح أو مفهوم الإسناد وفي الحقيقة فالنزوة الجنسية ونزوات الأنا لا تتعارضان بينهما ففي مراحل الحياة الأولى أي الطفولية تتحدان في نطاق وظائف حفظ الذات بمعنى الاشتراك في مفهوم المنبع والموضوع.
المرحلة الثانية:
و نسجل فيها المقدمة التي وضعها فرويد لمفهوم النرجسية في نظرية النزوات ففي ما سبق كان فرويد يميز بين الإشباع الشبق الذاتي والإشباع الموضوعي لكن في هذه المرحلة ابتدع نوع من الاستثمار الشامل للأنا بواسطة الليبيدو .
والنرجسية تدفعنا للنظر في ثلاثة مظاهر:
المظهر الأول هو متمايز بصفة كاملة ويتمثل في- الأنا والهو و الموضوع إضافة إلى العالم الخارجي-
و تكوين صورة الذات يتم بتتابع الاشباعات الشبقية أو تقمص صورة الآخر أي العالم الخارجي والارتداد على الأنا للليبدو باستثمار مواضيع خارجية وهذا ما سماه بالنرجسية الثانوية.
المرحلة الثالثة
و هنا طور فرويد مفهوم النزوات بفضل تميزه أو فصله بين نزوات الحياة ونزوات الموت : فنزوات الموت تتشكل بعد اصطدامها بمبدأ الواقع وتعطي لنا مفهوم القهر والتكرار و هذا ما يفسر وجود نزعة في الحياة النفسية للتكرار والتي تؤكد مبدأ اللذة والنزعة التكرارية تعطي تحفيز للتنظيم النفسي لإعادة إنتاج الحالة البدائية للجهاز النفسي التي فيها نوع من الهدوء والاستقرار و التي يسميها فرويد في بعض الأحيان حالة اللاعضوية 
و لكن هذه النزوة تبقى ناقصة في إطار تفسير الكثير من رغباتنا الحياتية ومن هنا استدعى الأمر ابتداع مفهوم آخر هو نزوة الحياة أيروس وبفضل هذه الأخيرة يسعى الفرد إلى تنظيم بنياته وجوهره الداخلي المعقد نوعا ما... و يبقي لنا أن نتكلم عن السبب الذي دعا فرويد أن يصوغ نظرية النزوات في نظريتين أولى وثانية.